# Triết học kinh viện

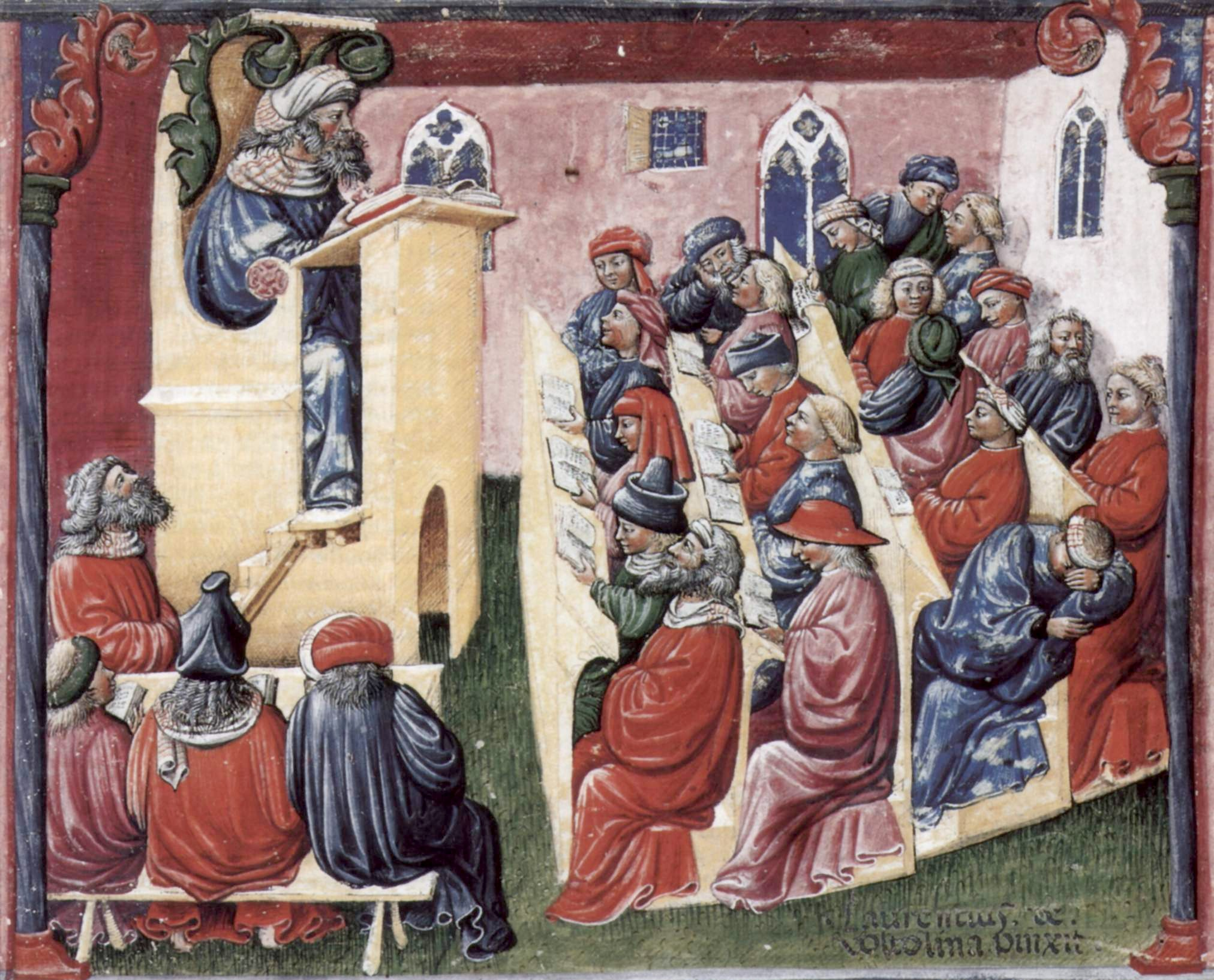
Một buổi giảng dạy tại đại học thế kỷ 14.

Chủ nghĩa kinh viện (tiếng Anh: scholasticism), còn gọi là triết học sĩ lâm, là một trường phái triết học tại châu Âu thời Trung Cổ dựa trên phương pháp phân tích. Đây là trường phái chính được giảng dạy tại các đại học từ khoảng năm 1100 đến 1700. Các viện đại học có nguồn gốc từ trường học thuộc các đan viện và nhà thờ chính tòa Công giáo được các nhà kinh viện lập nên.

## Thuật ngữ
Triết học kinh viện (tiếng Latinh: Scholastica, tiếng Đức: Scholastik, tiếng Pháp: Scolastique, tiếng Nga: Схоластика) xuất phát từ σχολαστικός (scholastikos) trong tiếng Hy Lạp cổ, Latinh hóa là scholasticus "thuộc về trường học, đại học".

## Lịch sử
Phương pháp học tập của chủ nghĩa kinh viện không hoàn toàn nghiêng về triết học hay thần học, vì nó nhấn mạnh về lý luận biện chứng để mở rộng kiến thức bằng cách suy luận và giải quyết mâu thuẫn tư tưởng. Tư tưởng kinh viện cũng được biết đến với phân tích ý niệm chặt chẽ và việc rút ra một cách cẩn thận các khác biệt. Trong lớp học và trong viết văn, nó thường có dạng rõ ràng của một cuộc tranh luận; một chủ đề được rút ra từ truyền thống được đề cập trong hình thức của một câu hỏi, những câu trả lời đối lập được đưa ra, một đề nghị phản lại được tranh luận và các lập luận đối ngược bị bác bỏ. Bởi vì sự nhấn mạnh vào phương pháp biện chứng nghiêm ngặt, chủ nghĩa kinh viện cuối cùng đã được áp dụng cho nhiều lĩnh vực nghiên cứu khác. Nó vừa là phương pháp vừa là một hệ thống hướng tới việc hòa trộn thần học Kitô giáo của các vị Giáo Phụ với triết học Hy Lạp của Aristotle.
Triết học kinh viện phát triển ban đầu từ các tu viện Kitô tới các đại học Âu châu. Các tổ chức đầu tiên ở phương Tây được coi là trường đại học được thành lập tại Ý, Pháp, Tây Ban Nha và Anh vào cuối thế kỷ 11 và 12 cho các nghiên cứu về Giáo dục các môn khai phóng, pháp luật, y học, và thần học, như Schola Medica Salernitana, trường Đại học Bologna, và Đại học Paris. Đến hiện nay, chúng ta vẫn chưa có bằng chứng cụ thể để xác định rõ ngày mà tại đó chúng đã trở thành các trường đại học thực sự. Là một chương trình, triết học kinh viện bắt đầu như là một nỗ lực hài hòa trên phần của các nhà tư tưởng Kitô giáo trung đại, để hài hòa các cơ quan khác nhau của truyền thống riêng của họ, và để hòa giải thần học Kitô giáo với triết học cổ đại, đặc biệt hơn cả là Aristotle và phái Tân Platon.
| Early Scholasticism High Scholasticism | Late Scholasticism Lutheran Scholasticism | Reformed Scholasticism Neo-Scholasticism | Thomistic Scholasticism Analytical Scholasticism |

Peter Abelard, Albertus Magnus, Duns Scotus, William xứ Ockham, Bonaventure, và nổi bật hơn cả là Thomas Aquinas với Summa Theologiae là một hợp đề đầy tham vọng kết hợp triết học Hy Lạp và giáo lý Ki-tô giáo. Vào giai đoạn Phục Hưng, các phương pháp suy diễn và tiên nghiệm của triết học kinh viện bị thay thế dần bởi lập luận quy nạp. Dù thường bị thời nay gắn những định kiến sai lầm, các nhà kinh viện, trên thực tế, đã khai mở cho khoa học phương Tây trỗi dậy.